# بيتر كار (سياسي)
بيتر كار (بالإنجليزية: Peter Carr)‏ هو سياسي نيوزلندي، ولد في 1884 في نيوزيلندا، وتوفي في 18 أكتوبر 1946. حزبياً، نشط في حزب العمال النيوزيلندي. وقد انتخب عضو مجلس النواب نيوزيلندا.